# Morros
Morros est une municipalité brésilienne située dans l'État du Maranhão.